# Shimazu Hisamitsu
Pour les articles homonymes, voir Shimazu.
Shimazu Hisamitsu est un nom japonais traditionnel ; le nom de famille (ou le nom d'école), Shimazu, précède donc le prénom (ou le nom d'artiste).
Shimazu Hisamitsu (島津 久光, 28 novembre 1817-6 décembre 1887), aussi connu sous le nom de Shimazu Saburō (島津 三郎), est un samouraï de la fin de l'époque d'Edo. Frère cadet de Shimazu Nariakira, Hisamitsu sert de régent à son jeune fils Shimazu Tadayoshi (島津 忠義) qui devient le 12e et dernier daimyo du domaine de Satsuma. Hisamitsu joue un rôle déterminant dans les efforts déployés par les han du sud, Satsuma, Chōshū et Tosa, pour mettre à bas le shogunat Tokugawa. Hisamitsu possède le titre de cour de Ōsumi no kami (大隈守). Au cours de l'ère Meiji, il est fait prince dans le cadre du système kazoku de noblesse nouvellement établi.

## Biographie
Hisamitsu naît au château de Kagoshima en 1817, fils de Shimazu Narioki, 10e seigneur du domaine de Satsuma. Son nom de naissance est « Kanenoshin ». Sa mère, Yura, est la concubine de Narioki. Il est brièvement adopté comme héritier par le clan Tanegashima mais est renvoyé à la famille Shimazu alors qu'il est encore enfant.
À huit ans, il est adopté chez les Shigetomi-Shimazu, une branche de la maison principale Shimazu. Kanenoshin, maintenant nommé Matajirō, fête sa cérémonie de la majorité en 1828, et prend le nom d'adulte Tadayuki (忠教). À 22 ans, après son mariage avec la fille de Tadakini, précédent seigneur de Shigetomi, il hérite de la position de chef de famille. Il est soutenu comme candidat à la succession de la maison principale Shimazu au cours du conflit domestique Oyura (お由羅騒動, Oyura sōdō). Son demi-frère Nariakira l'emporte et succède à leur père comme daimyo de Satsuma. Cependant, à la suite du décès de Nariakira en 1858, Mochihisa, le jeune fils de Tadayuki, plus tard connu sous le nom de « Shimazu Tadayoshi » (島津 忠義), est choisi comme seigneur de Satsuma. Tadayuki gagne une position de primauté à Satsuma en raison de son statut de père du seigneur. Il retourne à la maison principale Shimazu en 1861 et c'est alors qu'il change son nom en Hisamitsu.
En 1862, Hisamitsu se rend à Kyoto et prend part à la politique de plus en plus centrée sur Kyoto des années 1860. Il est membre de la faction politique kōbu gattai. C'est pendant le retour de Hisamitsu d'un séjour à Edo que deux cavaliers anglais offensent ses serviteurs en refusant de mettre pied à terre. Les Anglais manquent d'observer l'étiquette appropriée, ce qui conduit à une dispute puis à une course poursuite à l'issue de laquelle ils sont tués (incident de Namamugi). Hisamitsu reste au cœur du mouvement kōbu gattai à Kyoto jusqu'à l'alliance secrète de Satsuma avec des hommes du domaine de Chōshū. Il soutient les actions militaires du domaine de Satsuma lors de la guerre de Boshin et prend sa retraite peu après la restauration de Meiji. Au cours de l'ère Meiji, il reçoit le rang de prince (kōshaku (公爵), dans le cadre du kazoku. Hisamitsu décède en 1887 à l'âge de 70 ans ; il est enterré dans la préfecture de Kagoshima.

## Honneurs
- Grand Cordon de l'ordre du Soleil levant (15 juillet 1881)
- Prince (7 juillet 1884)
- Grand Cordon de l'ordre du Chrysanthème (5 novembre 1887)

### Ordre de précédence
- Quatrième rang inférieur (mars 1864)
- Quatrième rang (16 mai 1864)
- Troisième rang (sixième jour, troisième mois de la deuxième année de Meiji [1869])
- Deuxième rang (treizième jour, neuvième mois de la quatrième année de Meiji [1871])
- Deuxième rang supérieur (17 juin 1879)
- Premier rang (21 septembre 1887)

## Publications
- Shimazu Hisamitsu rireki (島津久光履歴).
- Shimazu Hisamitsu-kō jikki (島津久光公実紀), Tokyo, Tokyo Daigaku Shuppankai (東京大学出版会), 1977 (publié à titre posthume).

## Source de la traduction
- (en) Cet article est partiellement ou en totalité issu de l’article de Wikipédia en anglais intitulé « Shimazu Hisamitsu » (voir la liste des auteurs).